# Eisenbahnbrücke Argenteuil
Die Eisenbahnbrücke Argenteuil steht zwischen der zum Industriehafen von Gennevilliers (Département Hauts-de-Seine) gehörenden Uferzone und dem zum Bahnhof von Argenteuil (Département Val-d’Oise) führenden kurzen Bahndamm. Sie überbrückt dabei die Seine und den ihrem rechten Ufer folgenden vierspurigen Quai de Bezons.
Sie dient der Linie J des Transilien-Netzes vom Gare St. Lazare über Colombes, Argenteuil, Conflans-Sainte-Honorine nach Mantes-la-Jolie sowie dem sonstigen Eisenbahnverkehr zu den nordwestlich von Paris liegenden Orten.
Die heutige Eisenbahnbrücke besteht aus zwei nebeneinanderliegenden Brückenbauwerken mit jeweils zwei Gleisen. Die Fahrbahnträger beider Brücken lagern auf vier Strompfeilern aus Beton mit lichten Weiten von 30 + 40 + 40 + 40 + 30 m und den Widerlagern zu beiden Seiten des Flusses und beidseits der Straße. Die neuere Brücke hat Fahrbahnträger aus mehreren Stahl-Vollwandträgern, die ältere besteht aus einer stählernen Fachwerkkonstruktion.
Etwa 500 m stromabwärts steht die Pont d’Argenteuil, lange Zeit die einzige Straßenbrücke über die Seine in Argenteuil.

## Geschichte

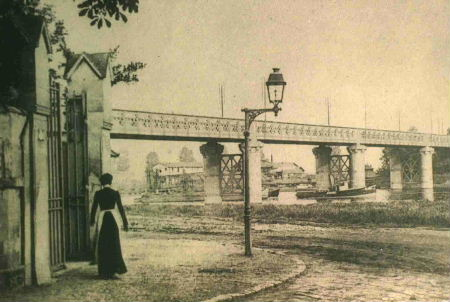
Eisenbahnbrücke Argenteuil ca. 1890

Die Eisenbahnbrücke diente der Strecke vom Gare St. Lazare über Asnières-sur-Seine nach Argenteuil, die schon 1851 eröffnet wurde, aber zunächst an einer provisorischen Bahnstation am linken Ufer der Seine endete (1892 wurde die Strecke nach Mantes verlängert). Die Brücke wurde zwischen 1861 und 1862 gebaut. 1863 führte man die üblichen Belastungsproben durch.
Die Brücke wurde als zweigleisige Gitterträgerbrücke ohne oberen Querverband ausgeführt, deren fünf Brückenfelder Stützweiten von 30 + 40 + 40 + 40 + 30 m hatten.
Die beiden durchlaufenden Gitterträger aus Schmiedeeisen waren 3,4 m hoch; ihr seitlicher Abstand untereinander betrug 8,8 m, gemessen von Mittelachse zu Mittelachse der Träger. Der Überbau wurde abschnittsweise auf dem Bahndamm am rechten Ufer neben der Brücke hergestellt, mit einem Vorbauschnabel versehen und anschließend in der Zeit vom 20. September bis 21. Dezember 1862 eingeschoben
Die vier Strompfeiler bestanden aus je zwei gusseisernen Rohren mit einem Durchmesser unter Wasser von 3,6 m und über Wasser von 3,2 m, sowie mit einem 0,45 m hohen Verbindungsstück. Die Rohre bestanden aus 1 m hohen Ringen, die im Inneren mit Flanschen verschraubt waren. Beim Bau der Brücke dienten sie als Caissons, mit dem sie auf die notwendige Gründungstiefe abgesenkt wurden. Anschließend wurden sie vollständig mit Beton verfüllt. Augenscheinlich wurden die schwarzen Rohre der Pfeiler anschließend mit einer hellen Farbe gestrichen, um ihre Erwärmung und damit Ausdehnung im Sonnenlicht zu reduzieren. Die Säulenpaare waren abschließend durch schmiedeeiserne Streben in Form zweier Andreaskreuze miteinander verbunden und versteift.

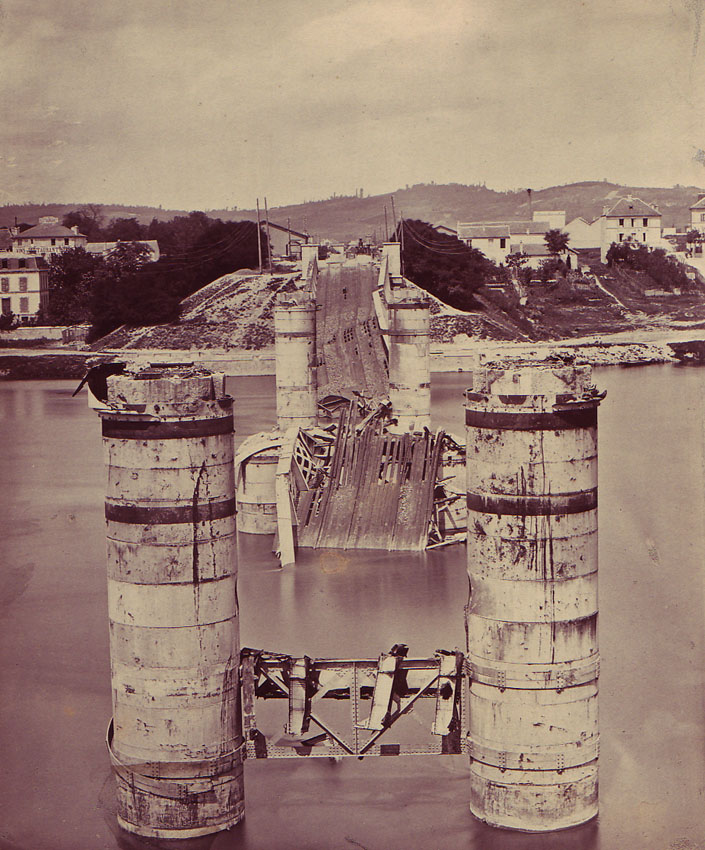
Zerstörte Eisenbahnbrücke von Argenteuil

Die Brücke wurde 1870 im Deutsch-Französischen Krieg von französischen Truppen zerstört, um ein Vorrücken der feindlichen Armeen auf Paris aufzuhalten, aber in den Jahren 1871 bis 1872 in gleicher Art wieder aufgebaut.
Diese Brücke wurde durch verschiedene impressionistische Gemälde weltberühmt, unter anderem durch Die Eisenbahnbrücke von Argenteuil von Claude Monet.
Im Zweiten Weltkrieg wurde sie im Juni 1940 erneut gesprengt. Die in die Seine gefallenen Teile konnten gehoben und wiederverwendet werden. Ende Januar 1942 war die Brücke wieder benutzbar. Im August 1944 wurde sie, diesmal von der deutschen Besatzungsmacht, erneut gesprengt.
Im Juli 1949 wurde ein Neubau mit stählernen Fachwerkträgern eröffnet, der im Jahr 2006 durch die zweite Brücke ergänzt wurde.